# よる☆かぜ
「よる☆かぜ」は、ケツメイシのメジャー2枚目・通算5枚目のシングル。2001年6月27日に発売された。

## 解説
沖縄のクラブ等でヘビーローテーションされ、「ケツメイシ」が広まる。
PV監督は横山大平。後に大蔵と結婚する浮田佳奈が出演。
初回生産盤は特製ステッカーが封入されている。

## 収録曲
作詞・作曲：ケツメイシ　編曲：ケツメイシ・YANAGIMAN
1. よる☆かぜ (5:45)
2. お疲れsummerランチ快腸! (5:18)
3. よる☆かぜ〜夏シャバダversion〜 (6:26)

## カバー
香港の歌手陳冠希（Edison Chen) が「夜風（Night Breeze）」というタイトルでカバーした（2001年11月20日発売のアルバム『同名國語專輯』AVCCD80007Aに収録）。
V6が「V6 SUMMER CONCERT 2002『Feel your breeze "one" summer』」にてカバー披露（2002年10月30日にavex traxから発売される「LIV6」に収録。）。